# 全因為你
〈全因為你〉是一首由小麥克·維拉德（Mike Velarde, Jr.）作曲的菲律賓民謠，最初於1938年為電影《比圖因·馬里基特》所創作，由羅赫利奧·德拉羅薩演唱。.1964年，該曲推出了英語與他加祿語混合版本，在美國大受歡迎，至今仍在美國境內的菲律賓人社群中廣為流傳。
根據作詞人之一湯姆·斯皮諾薩（Tom Spinosa）的說法，儘管該曲的版權屬於小麥克·維拉德，但實際上這首歌是由他的父親，即老麥克·維拉德（Mike Velarde）於1936年所創作。

## 沿革
作為昆地曼流派中最具代表性的作品之一，〈全因為你〉被視為經典的菲律賓情歌，其原始版本採用他加祿語歌詞，後來被翻譯成多種語言，包括英語、西班牙語、日語、中文，以及菲律賓境內的其他地方語言。該曲代表著一段充滿懷舊色彩的舊時代，是他加祿語歌曲中最受歡迎的作品之一，深受菲律賓本地與海外社群的喜愛，特別是在檀香山、美國西岸以及維吉尼亞州維吉尼亞海灘等地的菲裔社群中廣泛傳唱。據悉，該歌曲菲律賓的知名度甚至高到有部分人士認為該曲應取代現行的國歌《親愛的土地》，2009年，菲律賓當地曾有若美國前總統巴拉克·歐巴馬訪問菲律賓時，應在正式場合中播放此曲的倡議。
這首歌亦為菲律賓前第一夫人伊梅尔达·马科斯所鍾愛。她不僅曾與其夫、總統费迪南德·马科斯在公開場合合唱此曲，也在其1992年競選總統時多次演唱，甚至於2000年7月仍在奎松市菲律賓武裝部隊醫療中心為受傷士兵獻唱此曲。2008年，在馬尼拉半島酒店的大廳中，當馬可仕出現時，現場樂手便立即奏起該歌曲，顯示該曲與其形象已密不可分。
關於此曲的版權，小麥克·維拉德曾表示：「1960年左右，一位在馬尼拉演出的著名美國歌手提出合約，希望能將〈全因為你〉錄製並於美國發行。她的出價達五位數，條件是將曲名改為英文。我拒絕了，因為我們正努力建立自己的文化身份，而這首歌的價值正來自於其身分與原貌。」

## 翻唱
自公開以來，〈全因為你〉已被多位歌手翻唱，並成為演唱菲律賓浪漫與流行歌曲藝人的固定曲目之一。2004年，該曲收錄於熱門合輯《Great Filipino Love Songs》中，再次確認其作為經典菲律賓情歌的地位。
該曲在美國廣為人知的版本為湯姆·斯皮諾薩所填之菲律賓語－英語歌詞版本（原詞為多米納多·聖地牙哥〔Dominador Santiago〕所作）與小麥克·維拉德共同創作。此版本由柯拉與桑托斯·貝洛伊（Cora and Santos Beloy）演唱，並於1964年由Tri-World Records發行，該版本的版權歸德克斯特音樂公司（Dexter Music Co.）所有。
1961年，美國著名歌手納·京·高爾曾在奎松市的阿拉內塔體育館（現稱SMART阿拉內塔體育館）中演唱此曲。
該曲亦曾由傑瑞·韋爾於1963年在哥倫比亞唱片公司（Columbia Records）發行的專輯《The Language of Love》中以英語演唱，曲名為〈Your Love Is Mine〉，其英文歌詞由桑尼·柏克（Sonny Burke）撰寫。
馬來西亞已故流行歌手蘇迪曼也曾在1989年於吉隆坡舉行的第15屆東南亞運動會閉幕式上演唱過片段版本。此曲的演唱也成為翌年1991年馬尼拉主辦東南亞運動會前夕的重要文化記憶之一。

## 外部連結
- 〈全因為你〉- TCMC台灣合唱音樂中心